# Gieysztoria cuspidata
Gieysztoria cuspidata är en plattmaskart som först beskrevs av Schmidt 1861.  Gieysztoria cuspidata ingår i släktet Gieysztoria, och familjen Dalyelliidae. Arten är reproducerande i Sverige.